# Trần Mạnh Dũng
Trần Mạnh Dũng (sinh ngày 9 tháng 3 năm 1990 tại Nam Định) là một cầu thủ bóng đá Việt Nam hiện đang thi đấu cho câu lạc bộ Dược Nam Hà Nam Định ở vị trí Tiền vệ.
Anh cũng là đội phó đội tuyển U-23 Việt Nam tham dự Sea Games 27.

## Đội tuyển quốc gia
Anh thi đấu trận đầu tiên cho đội tuyển quốc gia tại Vòng loại Asian Cup 2015 trong trận gặp Các Tiểu vương quốc Ả Rập Thống nhất và trận thứ hai trong trận gặp Hồng Kông.
Anh là người ghi bàn duy nhất trong trận giao hữu gặp câu lạc bộ Arsenal ngày 17 tháng 7 năm 2013.

## Bàn thắng quốc tế
| # | Ngày                | Địa điểm                                        | Đối thủ | Bàn thắng | Kết quả | Giải đấu                  |
| - | ------------------- | ----------------------------------------------- | ------- | --------- | ------- | ------------------------- |
| – | 17 tháng 7 năm 2013 | Sân vận động Quốc gia Mỹ Đình, Hà Nội, Việt Nam | Arsenal | 1–7       | 1–7     | Giao hữu không chính thức |

## Nghi án bán độ
Vào tháng 3 năm 2014, anh cùng đồng đội tại CLB The Vissai Ninh Bình bị nghi ngờ tham gia đường dây cá độ 800 triệu đồng. Anh còn bị nghi ngờ là người cầm đầu trong việc bán độ ở trận gặp CLB Kelantan ở vòng loại AFC Cup.
Tháng 8 năm 2014, trong phiên tòa xử vụ án bán độ, Trần Mạnh Dũng bị coi là chủ mưu và bị tuyên phạt 30 tháng tù giam.